# Ákos Erzsi
Ákos Erzsi (eredeti neve: Aigner René) (Budapest, 1904. március 2. – Budapest, 1941. január 16.) magyar színésznő.

## Életpályája
A gimnázium hat osztálya után az Országos Színészegyesület iskolájában tanult, ahol 1929-ben végzett. Pünkösti Andor szerződtette a Pesti Magyar Színházhoz. 1933-ban az izraelita vallásról az evangélikus vallásra tért át.
A Pesti Magyar Színház, az Andrássy úti Színház, a Belvárosi Színház, a Művész Színház és a Budapesti Operettszínház színésznője volt.

## Családja
Szülei: Aigner Jakab vízgyógyintézeti felügyelő és Steiner Vilma. Húga, Apor Nóra színésznő volt. 1933. november 20-án Budapesten házasságot kötött Szávozd Mihály magántisztviselővel. 1934-ben elváltak.
Fiatal korában hunyt el vérmérgezésben.

## Filmjei
- Tavaszi zápor (1932)
- Az új rokon (1934)